# Jimmy Mundy
Jimmy Mundy (Cincinnati, Ohio, 28 de junio de 1907-24 de abril de 1983) fue un saxofonista, arreglista y compositor de jazz estadounidense, conocido por sus arreglos para Benny Goodman, Count Basie y Earl Hines.
Recogió experiencia como arreglista en la década de 1920 con las bandas locales lideradas por Erskine Tate, Tommy Miles y Carroll Dickerson. En 1932, se unió a Earl Hines durante cuatro años, primero como saxofonista pero después desarrolló una gran reputación como arreglista. Después de vender uno de sus arreglos para Benny Goodman en 1935, éste lo fichó. Mundy también realizó trabajos para Claude Hopkins en 1932.
Mundy también se destacó por trabajar con Count Basie (desde 1940 hasta 1947), y también por escribir para Gene Krupa, Paul Whiteman, Dizzy Gillespie (en 1949), Charlie Spivak, Harry James, y otros más. EN 1939, tuvo su propia banda, pero después de la Segunda Guerra Mundial volvió a trabajar como arreglista para Basie, James y otros. En 1955, escribió el musical The Vamp que protagonizó Carol Channing. El musical Livin' The Life (1957) y Come Fly Away (2010) también están inspirados en su música. 
En 1959, Mundy se trasladó a Paris, donde ejercierá de director musical para Barclay Records, volviendo a los Estados Unidos en los años 1960. Allí continuó trabajando como escritor hasta ladécada de 1970.

## Discografía
- 1937–1947: Jimmy Mundy 1947–1947 (Classics)
- 1958: On a Mundy Flight (Epic)
- 2002: Fiesta in Brass (Golden Era)

### Como arreglista
Con Illinois Jacquet
- The Soul Explosion (Prestige, 1969)

Con Sonny Stitt
- Sonny Stitt & the Top Brass (Atlantic, 1962)